# Dąbie (Ermland-Mazurië)
Dąbie (Duits: Eichenort) is een plaats in het Poolse woiwodschap Ermland-Mazurië, in het district Gołdapski. De plaats maakt deel uit van de stad- en landgemeente Gołdap.